# 中島みゆき お時間拝借
『中島みゆき お時間拝借』（なかじまみゆき おじかんはいしゃく）は、TOKYO FMで1994年4月2日から1997年9月28日まで全国ネットで放送されていたラジオ番組である。

## 概要
中島みゆきが、聴取者からのハガキを基にトークする番組。

## 主なコーナー
- オープニング
  - 最初に1枚ハガキを読んだあと、時候の挨拶・近況報告の後「それでは参りますよー、なーかじまみゆき、おーじかん、はーいしゃくー」と番組タイトルを叫んで[1]、中島自身の曲を1曲流していた。
- みゆき通り・土曜23時
  - 男と女にまつわるエピソードを紹介するコーナーだが、ほとんどがドジな失敗談。大橋俊夫アナウンサーの、ムードたっぷりなオープニングナレーションが特徴であった。
- みゆき座・日曜劇場
  - 1995年4月に土曜から日曜に放送枠を移動した際に「みゆき通り・土曜23時」から、このコーナーに変更された。日常の失敗談を紹介するコーナー。
- 茶会へようこそ
  - せせらぎや鳥の声がするSEをバックに、あるテーマに沿ったハガキ（「お茶請けハガキ」）を紹介するコーナー。年に何回か「茶会へようこそ」スペシャル（例：『小さな幸せスペシャル』『懺悔スペシャル』）が行なわれていた。「ちゃーかーいーへ、よーこそ」と、独特な抑揚で中島が発するタイトルコールも特徴であった。
- エンディング
  - 感動したり、しんみりしたりするハガキを必ず1通紹介していた。

## 関連商品
- 中島みゆき お時間拝借（TOKYO FM出版　1995年12月1日　ISBN 978-4924880566　絶版）
「みゆき通り 土曜23時」の投稿傑作選を五十音に当てはめて紹介。ページ下段には「茶会へようこそ」の傑作選も収録されているほか、1994年8月27日放送分（本番組のリスナーと公言していた槇原敬之をゲストに招いた「茶会へようこそスペシャル」と槇原とのトーク）の書きおこし再録、エンディングのお便りとその時にかかった楽曲の歌詞を掲載。
- 完全保存版! 中島みゆき「お時間拝借」よりぬきラジオCD BOX（ヤマハミュージックコミュニケーションズ　2014年3月19日）
上述のオープニングの叫び声や「茶会へようこそ」「みゆき通り 土曜23時」などが収録されているほか、2014年現在の中島の挨拶、大橋アナウンサーと当時を振り返った対談などが収録されている。